# سجن رامون
سجن رامون أو سجن ريمون (2006) هو سجن إسرائيلي يقع في صحراء النقب جنوباً، وبجانب سجن نفحة الصحراوي. يبعد 100 كم عن بئر السبع، و200 كم عن مدينة القدس. ويوجد فيه نحو 540 أسيراً فلسطينياً. وبسبب موقعه الصحراوي فإنه بارد جداً شتاءً وحار جداً صيفاً.

## تفاصيل البناء
صمم السجن على الطراز الأميركي المخصص للمعتقلين الجنائيين وتجار المخدرات، ويحاط هذا السجن بتحصينات أمنية شديدة للغاية.
يتكون البناء من ثلاثة أقسام يتسع كل قسم منها لنحو 120 معتقلاً، ويتكون كل قسم من 10 غرف في كل غرفة نحو 10 معتقلين. ولا تتجاوز مساحة الغرفة الواحدة 3 - 5 متراً مربعاً، ويبلغ ارتفاعها نحو 2.5 متراً، ويوجد بها مرحاض ومغسلة واحدة، ونافذة واحدة للتهوية مساحتها نحو 80 - 120سم.

## سياسات إدارة السجن

#### إهمال أوضاع المرضى
تهمل إدارة سجن رامون شؤون الأسرى الفلسطينيين، وتتجاهل متابعة المرضى ولا تقدم العلاج والأدوية لهم. فقد تحدث عميد المعتقلين محمد الطوس المعتقل منذ عام 1985، والمحكوم بالمؤبد، عن الظروف العامة في المعتقل، واصفاً إياها بأنها أسوأ ما يمكن، ولم يشهد مثلها من قبل في جميع سنين اعتقاله، حيث أن كل أشكال العقوبات والحرمان مفروضة عليهم، وطالت كل تفاصيل حياتهم.
وأوضح الطاقم القانوني أن عميد المعتقلين الطوس يعاني من ضعف النظر، حيث عانى من مشكلة بالشبكية قبل عامين، وكان يخضع لبرنامج علاجي، ولكن إدارة المعتقل أوقفته منذ اندلاع العدوان، وحرمته من إكمال علاجه، ما أحدث تراجعا في كلتا عينيه، وأصبح لا يرى أمامه إلا من مسافات قريبة جداً. وأكد المعتقل مراد أبو الرب المحكوم بالسجن أربع مؤبدات، أن الحالات المرضية المعقدة في المعتقل طالها العقاب، وأنه يتواجد في الغرفة التي يحتجز بها أربعة معتقلين يتنفسون بواسطة أجهزة ومزودات التنفس الاصطناعي وهم: خليل براقعة، وعساف زهران، وسامر حشاش، وأسعد زعرب. كما تحدث عن انتشار واسع للأمراض الجلدية في صفوف المعتقلين، نتيجة الحرمان من المعقمات، ومواد التنظيف، وقلة الملابس، والأغطية.

#### عقوبات إنتقامية مشددة
قالت هيئة شؤون الأسرى والمحررين أن الأسرى في سجن رامون الإسرائيلي يتعرضون لانتهاكات وعقوبات انتقامية مشددة. واستندت الهيئة في تقريرها إلى شهادة محاميها عند زيارته لأسير، إذ تبين أنه تعرض للضرب الشديد على أنحاء جسده كافة، من قبل أفراد قوات (النحشون)، مما أدى لإصابته برضوض وكدمات بعد نقله من زنازين سجن عوفر إلى زنازين سجن ريمون. كما وضح الأسير أن أوضاع السجن منذ بداية العدوان سيئة من جميع النواحي، حيث يعيش الأسرى وسط ظروف انتقامية ومشدده تفتقر للحد الأدنى من المقومات المعيشية.

#### نقل مستمر بين السجون
تقوم إدارة السجن بنقل الأسرى بشكل عشوائي ومفاجئ إلى سجن نفحة المجاور، والذي يعتبر من أكثر السجون تعذيبا، إذ شهد موت العديد من الأسرى. حيث أوضح نادى الأسير، أن إدارة سجون الاحتلال نقلت 90 من الأسرى الفلسطينيين من قسم 5 في سجن ريمون إلى سجن نفحة بعد عملية قمع نفذتها وحدات تابعة لإدارة السجون. ولم تسمح لهم بأخذ أي من مقتنياتهم، وأبلغتهم في إطار إجراءاتها التنكيلية، أنها لن تعيد الذين جرى نقلهم وستبقيهم في سجن نفحة.